# Argentinomyia grandis
Argentinomyia grandis är en tvåvingeart som beskrevs av Lynch Arribalzaga 1892. Argentinomyia grandis ingår i släktet Argentinomyia och familjen blomflugor. Inga underarter finns listade i Catalogue of Life.